# AACE International
La Asociación para el Avance de la Ingeniería de Costes (del inglés Association for the Advancement of Cost Engineering o AACE por sus siglas) fue fundada originalmente como la "Asociación para el Mejoramiento de Ingeniería de Costos" en 1956 por 59 estimadores e ingenieros en costos durante una junta organizacional en la Universidad de New Hampshire, Estados Unidos. Las oficinas centrales de AACE International están localizadas en Morgantown, Virginia, Estados Unidos. AACE fue fundada como una asociación profesional sin ánimo de lucro bajo la tipología 501c3.
AACE es también el editor de "Cost Engineering", una revista técnica mensual, el diario "Habilidades y Conocimiento de Ingeniería de Costos", y la guía de estudio "...para Certificaciones AACE"; así como de 14 guías de prácticas profesionales; y aún más importante, el "Marco de TCM"

## Programas de certificación
AACE International ofrece los siguientes programas de certificación:
- "Profesional en Costos Certificado" (del inglés Certified Cost Professional o CCP por sus siglas) e "Ingeniero en Costos Certificado" (del inglés Certified Cost Engineer o CCE por sus siglas). El programa ofrece educación específica, así como experiencia requerida y conocimiento de ingeniería de costos.
- "Técnico en Costos Certificado" (del inglés Certifies Cost Technician o CCT por sus siglas). Originalmente llamado "Consultor Interino en Costos" (del inglés Interim Cost Consultant o ICC por sus siglas). Este programa funge como una certificación inicial, y por ende, no es posible su renovación.
- "Profesional en Estimación Certificado" (del inglés Certifies Estimating Cost o CEP por sus siglas).
- "Consultor en Reclamaciones Forenses Certificado" (del inglés Certifies Forensic claims Consultant o CFCC). La admisión al programa requiere certificación CCP o CCE previa. El programa está diseñado para la evaluación objetiva y medición de reclamos, así como el conocimiento práctico y técnico de resolución de conflictos.
- "Profesional en Valor Ganado" (del inglés Earned Value Professional o EVP por sus siglas).
- "Profesional en Planeación y Programación de Horarios" (del inglés Planning & Scheduling Professional o PSP).

Sin embargo, la certificación debe regularse continuamente, pues existe la posibilidad de perderla.
Las certificación CCP, CCE, CEP, CFCC, EVP y PSP requieren de certificación continua, sometida a una evaluación cada vez que se apliquen, pues existe la posibilidad de perderlas de no hacerlo.
Las personas certificados de los programas CCP, CCE, CEP, EVP y PSP deben de reportar y documentar su experiencia profesional y evaluar su conocimiento en el área para mantener su certificación. Debido a que en 1990 AACE International se volvió un miembro concesionario del Consejo de Ingeniería y Junta de Especialidades Científicas (CESB por sus siglas en inglés); las certificaciones CCP, CCE, EVP y PSP son acreditadas por esta última.

## Miembros
A finales de 2012, AACE International reportó un aproximado de 8,000 miembros, 11 sub-comités técnicos y 17 "Grupos de Interés Especial" (SIG por sus siglas en inglés). Cada SIG se enfoca a una área industrial específica (por ejemplo: académica, construcción o manufactura), y funge como una vertiente para individuales para el desarrollo, identificación y resolución para problemas similares.

## Lectura adicional
- Amos, Scott (editor), "Skills and Knowledge of Cost Engineering," Fifth Edition, AACE International, Morgantown, West Virginia, 2004.